# Malte Strömwall
Malte Strömwall (ur. 24 sierpnia 1994 w Luleå) – szwedzki hokeista, reprezentant Szwecji.

## Kariera
- Linköpings HC U16 (2008-2009)
- Linköpings HC J18 (2010-2011)
- Tri-City Americans (2011-2013)
- Växjö Lakers (2013-2014)
  -  Växjö Lakers J20 (2013/2014)
  -  IF Troja-Ljungby (2013/2014)
- Luleå HF (2014-2015)
  -  Asplöven HC (2015)
  -  HV71 (2015)
- AIK Ishockey (2015-2016)
- Hartford Wolf Pack (2016-2017)
- Greenville Swamp Rabbits (2017)
- KooKoo (2017-2019)
- HK Soczi (2019-2020)
- SKA Sankt Petersburg (2020-2021)
- Dynama Mińsk (2021-2022)
- Chicago Wolves (2022-2023)
- Frölunda HC (2023-)

Wychowanek Linköpings HC. Grał w drużynach juniorskich tego klubu, po czym w 2011 był draftowany do kanadyjskich juniorskich rozgrywek WHL przez amerykański klubu Tri-City Americans, w barwach którego grał przez następne dwa lata. Wiosną 2013 powrócił do Szwecji zostając zawodnikiem Växjö Lakers. W grudniu 2014 przeszedł do Luleå HF w rodzinnym mieście, skąd na początku 2015 był wypożyczany do Asplöven HC, potem HV71, a w maju 2015 został przetransferowany do AIK. W kwietniu 2016 podpisał kontrakt wstępujący do NHL z klubem. W barwach tej drużyny nie zagrał, zaś w sezonie 2016/2017 występował w zespole farmerskim Hartford Wolf Pack w rozgrywkach AHL. Na początku sezonu grał w ekipie Greenville Swamp Rabbits w lidze ECHL. W listopadzie 2017 został formalnie zwolniony z NY Rangers. Kilka dni potem przeszedł do fińskiego klubu KooKoo. W kwietniu 2018 przedłużył tam kontrakt o rok. Wiosną 2019 został zawodnikiem rosyjskiego klubu HK Soczi, występującego w rozgrywkach KHL. Latem 2020 prolongował tam umowę. Pod koniec listopada 2020 został przetransferowany do SKA Sankt Petersburg. Pod koniec sierpnia 2021 ogłoszono jego transfer do białoruskiego Dynama Mińsk. W połowie lipca 2022 związał się umową z amerykańskim klubem Carolina Hurricanes w lidze NHL. W sezonie 2022/2023 występwał jednak w zespole farmerskim z AHL, Chicago Wolves. W sierpniu 2023 przeszedł do Frölunda HC.

## Sukcesy
Klubowe
- Pierwsze miejsce w Konferencji Zachodniej w sezonie zasadniczym WHL: 2012 z Tri-City Americans

Indywidualne
- Liiga (2018/2019):
  - Pierwsze miejsce w klasyfikacji strzelców w sezonie zasadniczym: 30 goli[15] (Trofeum Aarnego Honkavaary)
    - Pierwsze miejsce w klasyfikacji strzelców goli w osłabieniu w sezonie zasadniczym: 17 goli

  - Pierwsze miejsce w klasyfikacji kanadyjskiej w sezonie zasadniczym: 57 punktów[16] (Trofeum Veliego-Pekki Ketoli)
  - Skład gwiazd sezonu (prawoskrzydłowy)
- KHL (2019/2020):
  - Mecz Gwiazd KHL
  - Trzecie miejsce w klasyfikacji strzelców zwycięskich goli meczowych w sezonie zasadniczym: 7 goli[17]